# 通榆县
通榆县位于中国吉林省西北部，白城市南部。是白城市下辖的一个县，地處科爾沁草原東陲。縣人民政府駐开通镇。

## 历史
清光绪三十年（1904年）九月初四日，设立开通县，隶属盛京将军洮南府；1915年11月1日，设立瞻榆县，隶属奉天省洮昌道。1958年10月16日，撤消开通、瞻榆两县，合并成通榆县。

## 人口
根據第七次人口普查數據，截至2020年11月1日零時，通榆縣常住人口281589人。

## 行政区划
通榆县下辖3个街道办事处、8个镇、6个乡、2个民族乡：
树满街道、八区街道、迎新街道、开通镇、瞻榆镇、双岗镇、兴隆山镇、边昭镇、鸿兴镇、新华镇、乌兰花镇、新发乡、新兴乡、向海蒙古族乡、包拉温都蒙古族乡、团结乡、十花道乡、八面乡、苏公坨乡、通榆经济开发区、三家子种牛场、良井子畜牧场、双岗鹿场、同发牧场和新华牛场。

## 交通
- 334国道过境。

## 旅游
- 向海，是世界A级湿地、国家4A级旅游景区，并成功进入“吉林八景”前三甲。